# Savarimuthu Arokiaraj

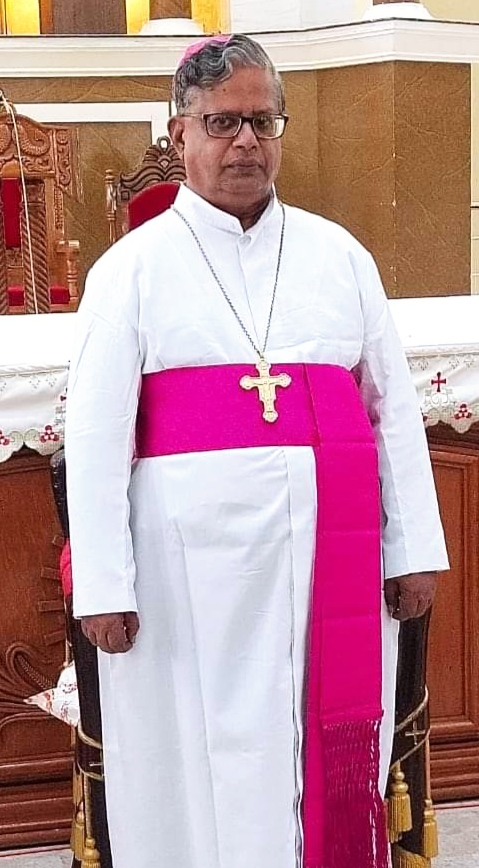
Savarimuthu Arokiaraj, 2021

Savarimuthu Arokiaraj (* 24. Oktober 1954 in Lalapettai, Tamil Nadu) ist ein indischer Geistlicher und römisch-katholischer Bischof von Tiruchirappalli.

## Leben
Savarimuthu Arokiaraj studiere Philosophie (1974–1976) und Katholische Theologie (1977–1980) am St. Peter’s Pontifical Seminary in Bangalore. Am 8. Januar 1981 empfing er das Sakrament der Priesterweihe für das Bistum Tiruchirappalli.
1981 war Savarimuthu Arokiaraj zunächst kurzzeitig als Pfarrvikar der Pfarrei St. Joseph in Dindigul tätig, bevor er im selben Jahr Pfarrer in Ayyampatty wurde. Von 1986 bis 1987 war er Pfarrer in Udayapatty. Danach wurde Arokiaraj Sekretär der Liturgiekommission des Bischofsrates von Tamil Nadu. Von 1991 bis 1994 wirkte er als Regionalsekretär der Liturgiekommission in Tindivanam. Anschließend wurde Savarimuthu Arokiaraj für weiterführende Studien nach Frankreich entsandt, wo er 2002 am Institut Catholique de Paris mit der Arbeit A study of marriage rites in the roman, chaldean and indian traditions. With proposals for a new Tamil Christian Marriage Rite in Tamil Nadu, India („Eine Studie über Hochzeitsriten in der römischen, chaldäischen und indischen Tradition. Mit Vorschlägen für einen neuen tamilischen christlichen Eheritus in Tamil Nadu, Indien“) im Fach Liturgiewissenschaft promoviert wurde.
Nach der Rückkehr in seine Heimat war er erneut als Sekretär der Liturgiekommission des Bischofsrates von Tamil Nadu tätig, bevor er 2009 Pfarrer in Subramaniapuram wurde. Von 2012 bis 2015 lehrte Arokiaraj Liturgiewissenschaft am St. Paul’s Seminary in Tiruchirappalli. Daneben war er von 2009 bis 2015 Diözesankanzler des Bistums Tiruchirappalli. Nachdem Savarimuthu Arokiaraj anschließend kurzzeitig als Pfarrer der Kathedrale Our Lady of Health in Tiruchirappalli gewirkt hatte, wurde er 2016 Regens des St. Paul’s Seminary. Ab 2019 war Arokiaraj Rektor der Basilika des Heiligen Erlösers in Tiruchirappalli.
Am 29. Juni 2021 ernannte ihn Papst Franziskus zum Bischof von Tiruchirappalli. Der Erzbischof von Madurai, Antony Pappusamy, spendete ihm am 15. August desselben Jahres in der Kathedrale Our Lady of Health in Tiruchirappalli die Bischofsweihe; Mitkonsekratoren waren der Bischof von Tanjore, Devadass Ambrose Mariadoss, und der Bischof von Ootacamund, Arulappan Amalraj. Sein Wahlspruch Put out into deep sea („Auf hohe See hinausfahren“) stammt aus Lk 5,4 .

## Schriften
- Inculturer la foi chrétienne en Inde aujourd’hui. 1997, OCLC 913495167.
- A study of marriage rites in the roman, chaldean and indian traditions. With proposals for a new Tamil Christian Marriage Rite in Tamil Nadu, India. Asian Trading corporation, Bangalore 2007, ISBN 978-81-7086-421-9.